# Birgivi
Muhammed ibn Pîr 'Ali Birgewī (ou Birgivi, ou Birgili, littéralement "de Birgi), né à Balıkesir en 928/27 mars 1522, mort à Birgi (Pyrgion) en 981/1573, est un lettré et moraliste ottoman dont les ouvrages eurent une grande influence dans l'Empire ottoman.
Il suit un enseignement religieux à Constantinople puis y enseigne lui-même, dans cette ville et Andrinople, sous la direction spirituelle du cheikh soufi (Bayramiye) Abd el-Rahmân Karamânî.
Il accepte ensuite le poste de professeur à la madrassa de Birgi proposé par Ata Allah Efendi, tuteur de Sélim II.
C'est à Birgi qu'il meurt de la peste.
Birgivi est un conservateur en matière religieuse, s'attachant à la lettre et la tradition, dénonçant par exemple la corruption dans la religion (rémunération des religieux en échange d'actes religieux, développement du Waqf).
Il s'est exprimé par de nombreuses manuels et œuvres de vulgarisation dont le plus célèbre est le Vasiyet nâme, par des sermons dont certains furent imprimés et par des missives (rissala), engageant des controverses avec d'autres savants religieux comme Bilâl-zade, son principal ennemi.

## Œuvres
- le Vasiyet nâme (Livre du Testament)
- l'Izhâr, ouvrage de grammaire
- les Awâmil, ouvrage de grammaire
- Tarîka Muhammadiyya, sermons
- le Chemin de Mohammed (texte en ligne en anglais)

## Sources
- Kufrevî, Kasim. " Birgewī." in Encyclopédie de l'Islam